# Fiume Freddo
Fiume Freddo (talvolta identificato con l'antico Crimiso) è un fiume della Sicilia. Normalmente a carattere torrentizio, si forma nei pressi di Gibellina Nuova raccogliendo le acque di vari torrenti.
Il suo corso segue l'autostrada A29 Palermo-Mazara del Vallo, che incrocia in diversi punti, fino ad Alcamo, da dove prosegue il suo lento corso verso il mare in direzione di Castellammare del Golfo, dove sfocia.